# Ам-Дам
Ам-Дам (фр. Am Dam) — город и супрефектура в Чаде, расположенный на территории региона Сила. Является административным центром департамента Джуруф-эль-Ахмар.

## Географическое положение
Город находится в юго-восточной части Чада, на левом берегу сезонно пересыхающей реки Батха, на высоте 558 метров над уровнем моря.
Ам-Дам расположен на расстоянии приблизительно 582 километров к востоку-северо-востоку (ENE) от столицы страны Нджамены.

## Климат
Климат города характеризуется как полупустынный жаркий (BSh в классификации климатов Кёппена). Среднегодовая температура воздуха составляет 28,9 °C. Средняя температура самого холодного месяца (января) составляет 25,7 °С, самого жаркого месяца (мая) — 32,7 °С. Расчётная многолетняя норма осадков — 570 мм. В течение года количество осадков распределено неравномерно, основная их масса выпадает в период с мая по октябрь. Наибольшее количество осадков выпадает в августе (209 мм).

## Население
По данным официальной переписи 2009 года численность населения Ам-Дама составляла 29 440 человек (14 565 мужчин и 14 875 женщин). Дети в возрасте до 15 лет составляли 55,8 % от общего количества жителей супрефектуры.

## Транспорт
В окрестностях города расположен одноимённый аэропорт.